# Nils Petter Gleditsch
Nils Petter Gleditsch (* 17. Juli 1942 in Sutton, Surrey) ist ein norwegischer Politikwissenschaftler und Friedensforscher. Er ist emeritierter Professor der Technisch-Naturwissenschaftlichen Universität Norwegens (NTNU) und Forschungsprofessor am Institut für Friedensforschung (PRIO). 2008/09 amtierte er als Präsident der International Studies Association (ISA).
Gleditsch hat bei mehreren Gründervätern der Friedensforschung studiert und für sie gearbeitet, darunter Johan Galtung. Von 1983 bis 2010 war er Chefredakteur des Journal of Peace Research (JPR). Er ist Mitglied der Norwegischen Akademie der Wissenschaften. Im Jahr 2011 erhielt er den Lifetime Achievement Award der Conflict Processes Section der American Political Science Association und 2016 wurde er mit dem Distinguished Scholar Award der Peace Studies Section der ISA ausgezeichnet.
Sein Sohn Kristian Skrede Gleditsch ist ebenfalls Politikwissenschaftler.